# The Adolescents
The Adolescents is een Amerikaanse punkband opgericht in Fullerton, Californië in 1980. Hun muziek wordt meestal ingedeeld bij de hardcore punk. Ook worden ze vaak, samen met Bad Brains, Black Flag en Minor Threat, genoemd als een van de bands die de punk revival van de jaren 80 leidde. De band bestaat onder andere uit oud-leden van de bands Agent Orange en Social Distortion.

## Geschiedenis
De band heeft veel bezettingswisselingen gekend, mede doordat de band twee keer gestopt is en later weer is begonnen met andere leden. De band ging voor het eerst uit elkaar in 1981 na het uitgeven van hun eerste album: Adolescents. De reden was dat veel leden druk waren met hun eigen projecten zoals Agent Orange en D.I.. De band kwam weer bij elkaar in 1986 en bracht nog twee albums uit voordat ze weer uit elkaar gingen in 1989. De band kwam weer bij elkaar in 2001 en ze hielden een tour vanwege hun 20-jarig bestaan. Ze brachten ook nog een album uit: O.C. Confidential.
Veel andere punkbands hebben later aangegeven beïnvloed te zijn door The Adolescents, waaronder Bad Religion, Face to Face, Good Riddance, The Offspring, Pennywise en The Vandals.

## Leden

### Huidige leden
- Tony Reflex – zang (1980–1981, 1986–1987, 2001–heden)
- Dan Root – leadgitaar (2012–heden)
- Mike Cambra – drums (2013–heden)
- Ian Taylor – slaggitaar (2014–heden)
- Brad Logan – basgitaar (2018-heden)

### Voormalige leden
- Steve Soto – basgitaar (1980–1981, 1986–1989, 2001–2018, overleden in 2018)
- Frank Agnew – leadgitaar (1980–1981, 1986, 1988–1989, 2001–2006)
- John O'Donovan – slaggitaar (1980)
- Peter Pan (Greg Williams) – drums (1980)
- Rikk Agnew – slaggitaar (1980–1981, 1986–1989, 2001–2003)
- Casey Royer – drums (1980–1981, 1986, 2001)
- Pat Smear – slaggitaar (1981)
- Alfie Agnew – leadgitaar (1986)
- Sandy Hansen – drums (1986–1989)
- Dan Colburn – leadgitaar (1986–1987)
- Paul Casey – leadgitaar (1988; overleden in 2015)
- Derek O'Brien – drums (2001–2008)
- Frank Agnew Jr. – slaggitaar (2005)
- Joe Harrison – leadgitaar (2006–2012)
- Mike McKnight – slaggitaar (2008–2013)
- Armando del Río – drums (2008–2013)
- Leroy Merlin – slaggitaar (2014)

## Discografie

### Studioalbums
- Adolescents (1981)
- Brats in Battalions (1987)
- Balboa Fun Zone (1988)
- O.C. Confidential (2005)
- The Fastest Kid Alive (2011)
- Presumed Insolent (2013)
- La Vendetta (2014)

### Livealbums
- Live in 1981 and 1986 (1989)
- Return to the Black Hole (1997)
- Live at the House of Blues 10/3/03 (The Show Must Go Off!, 2003)

### Compilatiealbums
- Naughty Women in Black Sweaters: The Complete Demos 1980–1986 (2005)